# Medicina
La medicina (del latín medicina(m), derivado a su vez de medic(um) ‘médico’ (adj.) e -īnam) es la ciencia de la salud dedicada a la prevención, diagnóstico, pronóstico y tratamiento de las enfermedades, lesiones y problemas de salud de los seres humanos.  Al profesional de la salud capacitado para aplicar tales conocimientos técnicos se le conoce como médico o, coloquialmente, como doctor. Si bien su ámbito de actuación principal es el clínico, que desarrolla en hospitales y centros de salud, puede ejercer su labor también como investigador, en laboratorios clínicos, o como docente, en facultades universitarias de medicina. 
Es importante aclarar que algunas disciplinas como la odontología, la psicología clínica o incluso la medicina veterinaria no son especialidades médicas, sino campos diferentes que, al formar también parte de las ciencias médicas, comparten características comunes con la medicina, como el empleo del mismo método clínico. En cuanto a la cirugía, hasta mediados del siglo xix se consideraba una rama independiente.
La medicina se ha practicado desde la época prehistórica, durante la mayor parte de la cual era un arte (un área de habilidad y conocimiento) que frecuentemente tenía conexiones con las creencias religiosa y filosófica de la cultura local. Por ejemplo, un curandero aplicaba hierbas y rezaba oraciones para curar, o un antiguo filósofo y médico aplicaba sangrías según las teorías de los humores. En los últimos siglos, desde la advenimiento de la ciencia moderna, la mayor parte de la medicina se ha convertido en una combinación de arte y ciencia (tanto básica como aplicada, bajo el paraguas de ciencia médica). Mientras que la técnica de suturar es un arte que se aprende con la práctica, el conocimiento de lo que ocurre a nivel celular y molecular en los tejidos que se cosen surge gracias a la ciencia.

## Historia
La historia de la medicina es la rama de la historia dedicada al estudio de los conocimientos y prácticas médicas a lo largo del tiempo.
Desde sus antiguos orígenes, el ser humano ha tratado de explicarse la realidad y los acontecimientos trascendentales que en ella tienen lugar, como la vida, la muerte o la enfermedad. La medicina tuvo sus comienzos en la prehistoria, la cual también tiene su propio campo de estudio conocido como antropología médica. Se utilizaban plantas, minerales y partes de animales. En la mayoría de las veces estas sustancias eran utilizadas en rituales mágicos por chamanes, sacerdotes, magos, brujos, animistas, espiritualistas o adivinos. Las primeras civilizaciones y culturas humanas basaron su práctica médica en dos pilares aparentemente opuestos: un empirismo primitivo y de carácter pragmático (aplicado fundamentalmente al uso de hierbas o remedios obtenidos de la naturaleza) y una medicina mágico-religiosa, que recurrió a los dioses para intentar comprender lo inexplicable.
Los datos de la Edad Antigua encontrados muestran la medicina en diferentes culturas como la medicina Āyurveda de la India, el antiguo Egipto, la antigua China y Grecia. Uno de los primeros reconocidos personajes históricos es Hipócrates quien es también conocido como el padre de la medicina; supuestamente descendiente de Asclepio, por su familia: los Asclepíades de Bitinia; y Galeno. Posteriormente a la caída de Roma en la Europa Occidental la tradición médica griega disminuyó. En el siglo V a. C. Alcmeón de Crotona dio inicio a una etapa basada en la técnica (tekhné), definida por la convicción de que la enfermedad se originaba por una serie de fenómenos naturales susceptibles de ser modificados o revertidos. Ese fue el germen de la medicina moderna, aunque a lo largo de los siguientes dos milenios surgirán otras muchas corrientes (mecanicismo, vitalismo...) y se incorporarán modelos médicos procedentes de otras culturas con una larga tradición médica, como la china.
En la segunda mitad del siglo VIII, los musulmanes tradujeron los trabajos de Galeno y Aristóteles al arábigo por lo cual los doctores islámicos se indujeron en la investigación médica. Algunas figuras islámicas importantes fueron Avicena, que junto con Hipócrates ha sido llamado también el padre de la medicina, Abulcasis, llamado el padre de la cirugía, Avenzoar, el padre de la cirugía experimental, Ibn Nafis, padre de la fisiología circulatoria y Averroes y Rhazes, padres de la pediatría. Ya para finales de la Edad Media posterior a la peste negra, importantes figuras médicas emergieron de Europa como William Harvey y Gabriele Fallopio.
En el pasado la mayor parte del pensamiento médico se debía a lo que habían dicho anteriormente otras autoridades y se veía del modo tal que si fue dicho permanecía como la verdad. Esta forma de pensar fue sobre todo sustituida entre los siglos XIV y XV, tiempo de la pandemia de la peste negra. Asimismo, durante los siglos XV y XVI, la anatomía atravesó un gran avance gracias a la aportación de Leonardo Da Vinci, quien proyectó junto con Marcantonio della Torre, un médico anatomista de Pavía, uno de los primeros y fundamentales tratados de anatomía, denominado Il libro dell'Anatomia. Aunque la mayor parte de las más de doscientos ilustraciones sobre el cuerpo humano que realizó Da Vinci para este tratado desaparecieron, se pueden observar algunas de las que sobrevivieron en su Tratado sobre la pintura.
A partir del siglo XIX se vieron grandes cantidades de descubrimientos. Investigaciones biomédicas premodernas desacreditaron diversos métodos y teorías antiguos como la de los cuatro humores de origen griego, pero es en el siglo XIX, con los avances de Leeuwenhoek con el microscopio y el descubrimiento de Robert Koch de las transmisiones bacterianas, cuando realmente se vio el comienzo de la medicina moderna. El descubrimiento de los antibióticos fue otro gran paso para la medicina. Las primeras formas de antibióticos fueron las drogas sulfas. Actualmente los antibióticos se han vuelto muy sofisticados. Los antibióticos modernos pueden atacar localizaciones fisiológicas específicas, algunas incluso diseñadas con compatibilidad con el cuerpo para reducir efectos secundarios. El Dr. Edward Jenner descubrió el principio de la vacunación al ver que las ordeñadoras de vacas que contraían el virus de vaccinia al tener contacto con las pústulas eran inmunes a la viruela. Años después Louis Pasteur le otorgó el nombre de vacuna en honor al trabajo de Jenner con las vacas. A finales del siglo XIX, los médicos franceses Auguste Bérard y Adolphe-Marie Gubler resumían el papel de la medicina hasta ese momento: «Curar pocas veces, aliviar a menudo, consolar siempre».
La medicina del siglo XX, impulsada por el desarrollo científico y técnico, se fue consolidando como una disciplina más resolutiva, aunque sin dejar de ser el fruto sinérgico de las prácticas médicas experimentadas hasta ese momento. La medicina basada en la evidencia se apoya en un paradigma fundamentalmente biologicista, pero admite y propone un modelo de salud-enfermedad determinado por factores biológicos, psicológicos y socioculturales. La herbolaria dio lugar a la farmacología: de los diversos fármacos derivados de plantas como la atropina, warfarina, aspirina, digoxina, taxol, etc.; el primero fue la arsfenamina descubierta por Paul Ehrlich en 1908 después de observar que las bacterias morían mientras las células humanas no lo hacían.

### Mundo antiguo
La medicina prehistórica incorporaba plantas (herboristería), partes de animales y minerales. En muchos casos estos materiales eran utilizados ritualmente como sustancias mágicas por sacerdotes, chamanes, o curanderos. 
Se han descubierto registros tempranos sobre medicina de la  medicina egipcia antigua, la medicina babilónica, la ayurvédica (en el subcontinente indio), la Medicina china tradicional (predecesora de la moderna medicina tradicional china), y la  medicina griega antigua y la medicina romana.
En Egipto, Imhotep (3.er milenio a. C.) es el primer médico de la historia conocido por su nombre. El más antiguo texto médico egipcio es el Papiro ginecológico de Lahun de alrededor del año 2000 a. C., que describe las enfermedades ginecológicas. El Papiro Edwin Smith, que data del año 1600 a. C., es una obra temprana sobre cirugía, mientras que el Papiro de Ebers, que data del año 1500 a. C., es algo parecido a un libro de texto sobre medicina.
En China, las evidencias arqueológicas de la medicina en chino se remontan a la Edad de Bronce Dinastía Shang, basadas en semillas para la herboristería y en herramientas que se utilizaban para la cirugía. El Huangdi Neijing, el progenitor de la medicina china, es un texto médico escrito a partir del siglo II a. C. y compilado en el siglo III.
En la India, el cirujano Sushruta describió numerosas operaciones quirúrgicas, incluidas las primeras formas de cirugía plástica. Los primeros registros de hospitales dedicados provienen de Mihintale en Sri Lanka donde se encuentran evidencias de instalaciones dedicadas al tratamiento medicinal de pacientes.

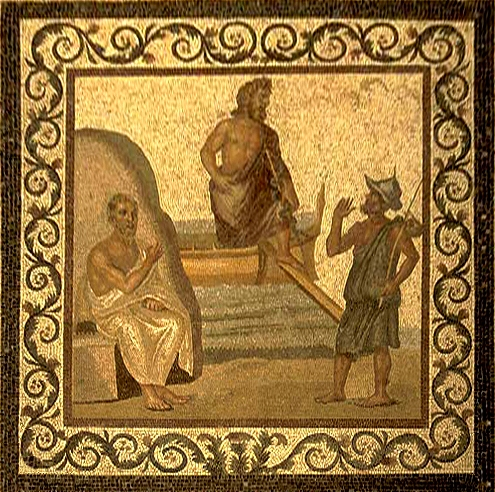
Mosaico en el suelo del Asclepieion de Kos, representando a Hipócrates, con Asklepius en el centro.

En la Antigua Grecia, el médico griego Hipócrates, el "padre de la medicina moderna", sentó las bases de un enfoque racional de la medicina. Hipócrates introdujo el Juramento Hipocrático para los médicos, que sigue siendo relevante y en uso hoy en día, y fue el primero en categorizar las enfermedades como aguda, crónica, endémica y epidemia, y utiliza términos como, "exacerbación, recaída, resolución, crisis, paroxismo, pico y convalecencia". El médico griego Galeno fue también uno de los más grandes cirujanos del mundo antiguo.

### Edad Media
El concepto de hospital como institución para ofrecer atención médica y posibilidad de cura a los pacientes debido a los ideales de la caridad cristiana, más que simplemente un lugar para morir, apareció en el Imperio Bizantino.
En Europa, Carlomagno decretó que se debía adjuntar un hospital a cada catedral y monasterio y se ha comparado las actividades de la Iglesia en el cuidado de la salud durante la Edad Media con una versión temprana de un estado de bienestar. La Orden de San Benito se destacó el orden por establecer hospitales y enfermerías en sus monasterios, cultivar hierbas medicinales y convertirse en los principales proveedores de atención médica de sus distritos, como en la gran Abadía de Cluny. La Iglesia también estableció una red de escuelas catedralicias y universidades donde se estudiaba medicina. 

La Escuela Médica Salernitana, buscaba el aprendizaje de médicos griegos y árabes, se convirtió en la mejor escuela de medicina de la Europa medieval.

## Báculo de Asclepio o Esculapio
El báculo de Asclepio, para los griegos, o la vara de Esculapio, para los romanos, es un antiguo símbolo asociado con el dios griego Asclepio y con la curación de enfermos mediante medicina. Se trata de una vara con una serpiente enrollada, representando al dios griego Asclepio (Esculapio para los romanos). En la mitología griega, Asclepio tenía una vara que tenía el poder de curar todas las enfermedades.
Este símbolo es utilizado por organizaciones como la Organización Mundial de la Salud (OMS), la Asociación Americana Médica y de Osteopatía, la Asociación Australiana y Británica Médica y diversas facultades de medicina en todo el mundo.

## Fines de la medicina
La medicina debe aspirar a ser honorable y dirigir su propia vida como profesional, ser moderada y prudente, ser asequible y económicamente sostenible, ser justa y equitativa, y a respetar las opciones y la dignidad de las personas.
Los valores elementales de la medicina contribuyen a preservar su integridad frente a las presiones políticas y sociales que defienden unos fines ajenos o anacrónicos. Los principales fines de la medicina son:
- La prevención de enfermedades y lesiones y la promoción y la conservación de la salud; son valores centrales, la prevención porque es de sentido común que es preferible prevenir la enfermedad o daño a la salud, cuando ello sea posible. En la promoción; Un propósito de la medicina es ayudar a la gente a vivir de manera más armónica con el medio, un objetivo que debe ser perseguido desde el inicio de la vida y hasta su final.
- El alivio del dolor y el sufrimiento causados por males.

El alivio del dolor y del sufrimiento se cuentan entre los deberes más esenciales del médico y constituye uno de los fines tradicionales de la medicina.
- La atención y curación de los enfermos y los cuidados a los incurables.

La medicina responde buscando una causa de enfermedad, cuando esto resulta posible la medicina busca curar la enfermedad y restituir el estado de bienestar y normalidad funcional del paciente. El cuidado es la capacidad para conversar y para escuchar de una manera que esté también al tanto de los servicios sociales y redes de apoyo para ayudar a enfermos y familiares.
- La evitación de la muerte prematura y la búsqueda de una muerte tranquila.

La medicina, en su contra la muerte, asume como una meta correcta y prioritaria disminuir las muertes prematuras, se trata de considerar como deber primario de la medicina, contribuir a que los jóvenes lleguen a la vejez y, cuando ya se ha alcanzado a esa etapa, ayudar a que los ancianos vivan el resto de sus vidas en condiciones de bienestar y dignidad.
Los fines erróneos de la medicina son:
- El uso incorrecto de las técnicas y los conocimientos médicos.
- El empleo de información sobre salud pública para justificar la coerción antidemocrática de grandes grupos de personas para que cambien sus comportamientos “insanos”.
- La medicina no puede consistir en el bienestar absoluto del individuo, más allá de su buen estado de salud.
- Tampoco corresponde a la medicina definir lo que es el bien general para la sociedad.[23]

## Práctica de la medicina

### Agentes de salud

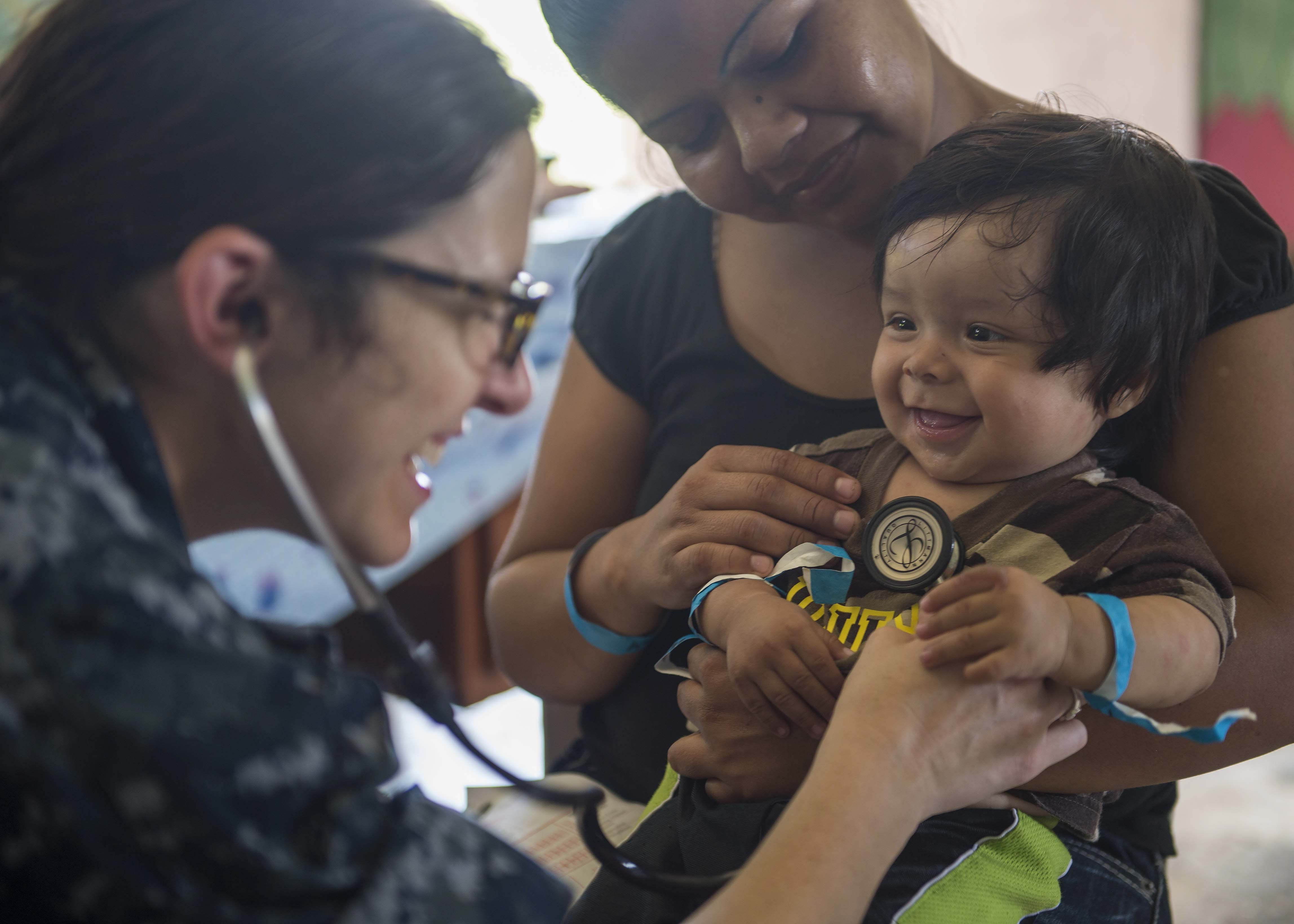
Una médica de la Armada de los Estados Unidos lleva a cabo un chequeo médico pediátrico.

La medicina no es solo un cuerpo de conocimientos teórico-prácticos, también es una disciplina que idealmente tiene fundamento en un trípode:
- El médico, como agente activo en el proceso sanitario.
- El enfermo, como agente pasivo, por ello es "paciente".
- La entidad nosológica, la enfermedad que es el vehículo y nexo de la relación médico-paciente.

La práctica de la medicina, encarnada en el médico, combina tanto la ciencia como el arte de aplicar el conocimiento y la técnica para ejercer un servicio de salud en el marco de la relación médico-paciente. Con relación al paciente, en el marco sanitario, se establecen análogamente también vínculos con otros agentes de salud (enfermeros, farmacéuticos, fisiatras, etc.) que intervienen en el proceso.

### Sistema sanitario y salud pública
La práctica de la medicina se ejerce dentro del marco económico, legal y oficial del sistema médico que es parte de los sistemas nacionales de salud pública (políticas sanitarias estatales). Las características bajo las cuales se maneja el sistema sanitario en general y el órgano médico en particular ejercen un efecto significativo sobre cómo el servicio de salud, y la atención sanitaria puede ser aprovechada por la población general.
Una de las variables más importantes para el funcionamiento del sistema  corresponde con el área financiera y el presupuesto que un Estado invierte en materia de salud. Otra variable implica los recursos humanos que articulan las directivas del sistema sanitario.
La otra cara de la moneda en materia de atención médica está dada por el servicio privado de salud. Los honorarios y costos del servicio sanitario corren por cuenta del contratista, siendo de esta forma un servicio generalmente restringido a las clases económicamente solventes. Existen no obstante contratos de seguro médico que permiten acceder a estos servicios sanitarios privados; son, fundamentalmente, de dos tipos:
- De cuadro médico: aquellos en los que se accede a los servicios sanitarios de una entidad privada (a su red de médicos y hospitales) pagando una prima mensual y, en ocasiones, un copago por cada tratamiento o consulta al que se accede.

- De reembolso: aquellos en los que se accede a cualquier médico u hospital privado y, a cambio de una prima mensual y con unos límites de reembolso, el seguro devuelve un porcentaje de los gastos derivados del tratamiento.

## Ética médica
La ética médica tiene su punto de partida antes de nuestra era, simbolizada por el más ilustre médico de la antigüedad, Hipócrates, cuya doctrina ha tenido una gran influencia en el ejercicio de la profesión médica en los siglos posteriores.
La ética es la encargada de discutir y fundamentar reflexivamente ese conjunto de principios o normas que constituyen nuestra moral. La moral es el conjunto de principios, criterio, normas y valores que dirigen nuestro comportamiento. La moral nos hace actuar de una determinada manera y nos permite saber qué debemos hacer en una situación concreta.

## Especialidades médicas
- Alergología
- Análisis clínicos*
- Anatomía patológica
- Anestesiología
- Angiología y cirugía vascular
- Bioquímica clínica*
- Cardiología
- Cirugía cardiovascular
- Cirugía general
- Cirugía oral y maxilofacial
- Cirugía ortopédica
- Cirugía pediátrica
- Cirugía plástica
- Cirugía torácica
- Dermatología
- Endocrinología y nutrición
- Epidemiología
- Estomatología
- Farmacología
- Foniatría
- Gastroenterología
- Genética
- Geriatría
- Ginecología
- Hematología
- Hepatología
- Hidrología médica
- Infectología
- Inmunología*
- Medicina aeroespacial
- Medicina de emergencia
- Medicina del trabajo
- Medicina deportiva
- Medicina familiar
- Medicina física y rehabilitación
- Medicina forense
- Medicina intensiva
- Medicina interna
- Medicina nuclear
- Medicina preventiva
- Medicina veterinaria
- Microbiología y parasitología*
- Nefrología
- Neonatología
- Neumología
- Neurocirugía
- Neurofisiología clínica
- Neurología
- Obstetricia
- Oftalmología
- Oncología médica
- Oncología radioterápica
- Otorrinolaringología
- Pediatría
- Proctología
- Psiquiatría
- Radiología
- Reumatología
- Salud pública
- Traumatología
- Toxicología
- Urología

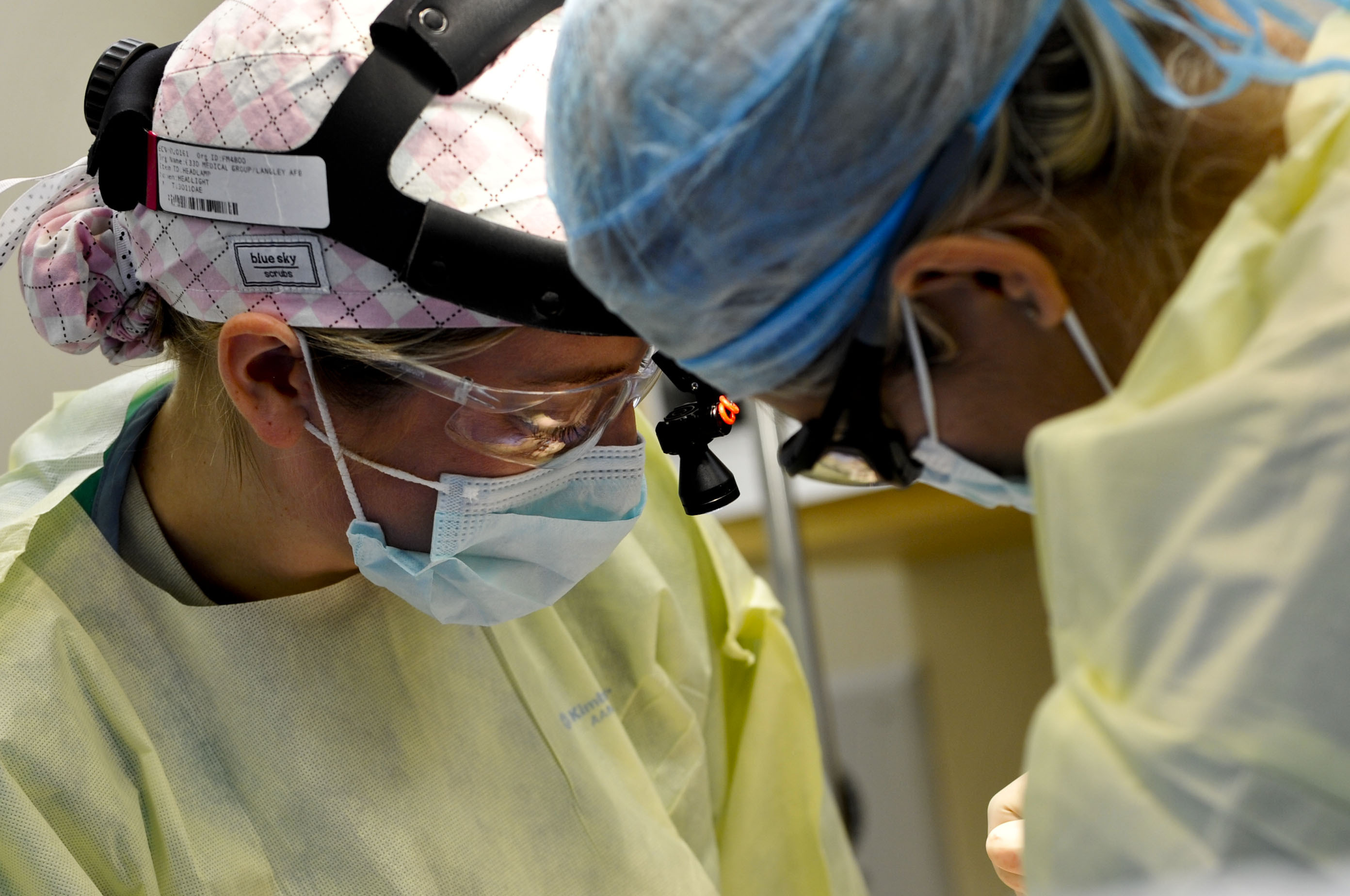
Médicos cirujanos

En España, a las especialidades marcadas con un asterisco se puede acceder desde otros estudios universitarios.

## Sociedades científicas
Los médicos se agrupan en sociedades o asociaciones científicas, que son organizaciones sin fines de lucro, donde se ofrece formación médica continuada en sus respectivas especialidades, y se apoyan los estudios de investigación científica.

## Colegios médicos
Un colegio médico es una asociación profesional que reúne a los médicos de una jurisdicción administrativa concreta (un país, una región, una provincia). En los países anglosajones es frecuente que se agrupen por especialidades médicas (cardiólogos, médicos de cabecera, etc.).
Los colegios de médicos actúan como salvaguarda de los valores fundamentales de la profesión médica: la deontología y el código ético. Además de llevar la representación profesional a nivel nacional e internacional de los médicos colegiados, tiene como función la ordenación y la defensa de la profesión médica.

## Formación universitaria
La educación médica, lejos de estar estandarizada, varía considerablemente de país a país. Sin embargo, la educación para la formación de profesionales médicos implica un conjunto de enseñanzas teóricas y prácticas generalmente organizadas en ciclos que progresivamente entrañan mayor especialización.

### Competencias básicas de un estudiante de medicina
Las cualidades y motivaciones iniciales que debe poseer un estudiante de Medicina son:
- Interés por las ciencias de la salud.
- Organizador de acciones a largo plazo.
- Habilidad en la manipulación precisa de instrumentos.
- Capacidad de servicio y relación personal.
- Sentido de la ética y la responsabilidad.
- Personalidad inquieta y crítica, con ganas de renovar planteamientos y actitudes.
- Motivación para desarrollar actividades médicas.

### Materias básicas
La siguiente es una lista de las materias básicas de formación en la carrera de medicina:
- Anatomía humana: es el estudio de la estructura física (morfología macroscópica) del organismo humano.
- Anatomía patológica: estudio de las alteraciones morfológicas que acompañan a la enfermedad.
- Bioestadística: aplicación de la estadística al campo de la medicina en el sentido más amplio; los conocimientos de estadística son esenciales en la planificación, evaluación e interpretación de la investigación.
- Bioética: campo de estudio que concierne a la relación entre la biología, la ciencia la medicina y la ética.
- Biofísica: es el estudio de la biología con los principios y métodos de la física.
- Biología: ciencia que estudia los seres vivos.
- Biología molecular: es la que tiene como objetivo el estudio de los procesos que se desarrollan en los seres vivos desde un punto de vista molecular.
- Bioquímica: estudio de la química en los organismos vivos, especialmente la estructura y función de sus componentes.
- Cardiología: estudio de las enfermedades del corazón y del sistema cardiovascular.
- Citología (o biología celular): estudio de la célula en condiciones fisiológicas.
- Dermatología: estudio de las enfermedades de la piel y sus anexos.
- Embriología: estudio de las fases tempranas del desarrollo de un organismo.
- Endocrinología: estudio de las enfermedades de las glándulas endócrinas.
- Epidemiología clínica: El uso de la mejor evidencia y de las herramientas de la medicina basada en la evidencia (MBE) en la toma de decisiones a la cabecera del enfermo.
- Farmacología: es el estudio de los fármacos y su mecanismo de acción.
- Fisiología: estudio de las funciones normales del cuerpo y su mecanismo íntimo de regulación.
- Gastroenterología: estudio de las enfermedades del tubo digestivo y glándulas anexas.
- Genética: estudio del material genético de la célula.
- Ginecología y obstetricia: estudio de las enfermedades de la mujer, el embarazo y sus alteraciones.
- Histología: estudio de los tejidos en condiciones fisiológicas.
- Historia de la medicina: estudio de la evolución de la medicina a lo largo de la historia.
- Neumología: estudio de las enfermedades del aparato respiratorio.
- Neurología: estudio de las enfermedades del sistema nervioso.
- Otorrinolaringología: estudio de las enfermedades de oídos, nariz y garganta.
- Patología: estudio de las enfermedades en su amplio sentido, es decir, como procesos o estados anormales de causas conocidas o desconocidas. La palabra deriva de pathos, vocablo de muchas acepciones, entre las que están: «todo lo que se siente o experimenta, estado del alma, tristeza, pasión, padecimiento, enfermedad». En la medicina, pathos tiene la acepción de «estado anormal duradero como producto de una enfermedad», significado que se acerca al de «padecimiento».
- Patología médica: una de las grandes ramas de la medicina. Es el estudio de las patologías del adulto y tiene múltiples subespecialidades que incluyen la cardiología, la gastroenterología, la nefrología, la dermatología y muchas otras.
- Patología quirúrgica: incluye todas las especialidades quirúrgicas de la medicina: la cirugía general, la urología, la cirugía plástica, la cirugía cardiovascular y la ortopedia entre otros.
- Pediatría: estudio de las enfermedades que se presentan en los niños y adolescentes.
- Psicología médica: estudio desde el punto de vista de la medicina de las alteraciones psicológicas que acompañan a la enfermedad.
- Psiquiatría: estudio de las enfermedades de la mente.
- Semiología clínica: estudia los síntomas y los signos de las enfermedades, como se agrupan en síndromes, con el objetivo de construir el diagnóstico. Utiliza como orden de trabajo lo conocido como método clínico. Este método incluye el interrogatorio, el examen físico, el análisis de los estudios de laboratorio y de Diagnóstico por imágenes. El registro de esta información se conoce como Historia Clínica.
- Traumatología y ortopedia: estudio de las enfermedades traumáticas (accidentes) y alteraciones del aparato musculoesquelético.

### Materias relacionadas
- Antropología médica: estudia las formas antiguas y actuales de curación en diferentes comunidades, que no necesariamente siguen lo establecido por la medicina basada en conocimientos occidentales e institucionalizados. Se analizan influencias de los distintos usos y costumbres de las comunidades para la toma de decisiones respecto al mejoramiento y prevención de la salud y al tratamiento de las enfermedades.
- Fisioterapia: es el arte y la ciencia de la prevención, tratamiento y recuperación de enfermedades y lesiones mediante el uso de agentes físicos, tales como el masaje, el agua, el movimiento, el calor o la electricidad.
- Logopedia: es una disciplina que engloba el estudio, prevención, evaluación, diagnóstico y tratamiento de las patologías del lenguaje (oral, escrito y gestual) manifestadas a través de trastornos de la voz, el habla, la comunicación, la audición y las funciones orofaciales.
- Nutrición: es el estudio de la relación entre la comida y bebida y la salud o la enfermedad, especialmente en lo que concierne a la determinación de una dieta óptima. El tratamiento nutricional es realizado por dietistas y prescrito fundamentalmente en diabetes, enfermedades cardiovasculares, enfermedades relacionadas con el peso y alteraciones en la ingesta, alergias, malnutrición y neoplasias.

### En España

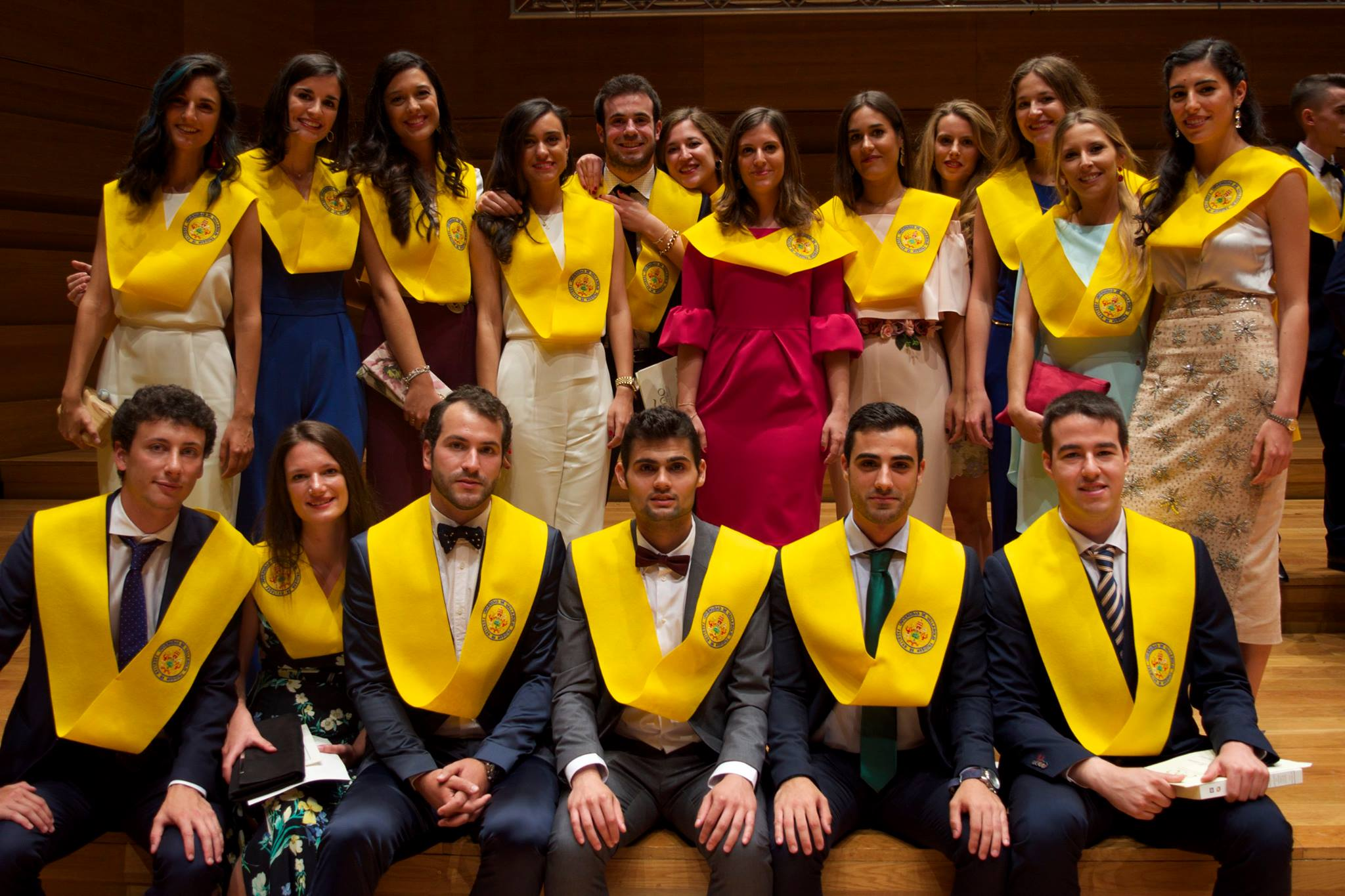
Médicos recién graduados, con el distintivo de la beca amarilla

Los estudios de medicina en España y en muy pocos países de la Unión Europea tienen una duración de 6 años para la obtención del grado académico y entre 4 y 6 para la especialidad, lo que supone un total de 10 o 12 años de estudio para la formación completa.
El grado de medicina tiene 2 ciclos de 3 años cada uno. Los dos primeros años se dedican al estudio del cuerpo humano en estado de salud, así como de las ciencias básicas (Física, Estadística, Historia de la Medicina, Bioquímica, Genética…). El tercer año se dedica a los estudios de laboratorio y a la Patología General médica y quirúrgica. Los 3 años del segundo ciclo suponen un estudio general de todas y cada una de las especialidades médicas, incluyendo muchas asignaturas prácticas en los Hospitales Clínicos asociados a las Facultades de Medicina.
Una vez terminado el grado, los estudiantes reciben el título de Médico y deben colegiarse en el Colegio Médico de la provincia en la que vayan a ejercer. Una vez colegiados, son médicos por lo que pueden recetar y abrir clínicas por cuenta propia, así como trabajar para clínicas privadas, pero no pueden trabajar en el Sistema Nacional de Salud al no tener el título de especialista.
La formación especializada se adquiere en los estudios de posgrado. Existen 50 especialidades médicas, y no se debe confundir con máster o doctorado. Como el grado de medicina tiene 360 créditos, los estudiantes se gradúan directamente con el nivel de máster. El doctorado es una investigación de carácter académico mientras que la especialidad es de carácter práctico. La obtención del título de especialista se hace a través del programa de formación MIR, tienen una duración de 4 a 5 años.
Para el acceso a uno de estos programas de posgrado, los graduados o licenciados en medicina realizan un examen a nivel nacional conocido como Examen MIR en régimen de concurrencia competitiva. La nota se calcula a partir de la media del expediente de los estudios de grado o licenciatura del alumno (ponderado un 10 %) y el resultado del Examen MIR (90 %).
El aspirante con mayor nota tiene a su disposición todos los programas de formación de todos los hospitales de la nación, el segundo todos menos la plaza que haya elegido el primero, y así sucesivamente.

## Controversias
Los siguientes son algunos de los temas que mayor controversia han generado en relación con la profesión o la práctica médicas:
- El filósofo Iván Illich atacó en profundidad la medicina contemporánea occidental en Némesis médica, publicado por primera vez en 1975. Argumentó que la medicalización durante décadas de muchas vicisitudes de la vida (como el nacimiento y la muerte) a menudo causan más daño que beneficio y convierten a mucha gente en pacientes de por vida. Llevó a cabo estudios estadísticos para demostrar el alcance de los efectos secundarios y la enfermedad inducida por los medicamentos en las sociedades industriales avanzadas, y fue el primero en divulgar la noción de iatrogenia.[31]
- Se han descrito críticamente las condiciones de hostigamiento laboral a las que se ven enfrentados los estudiantes de medicina en diferentes momentos durante sus estudios en los hospitales.[32]